# Gauliga Danzig-Westpreußen 1941/42
De Gauliga Danzig-Westpreußen 1941/42 was het tweede voetbalkampioenschap van de Gauliga Danzig-Westpreußen. HUS Marienwerder werd kampioen en plaatste zich voor de eindronde om de Duitse landstitel, maar werd daar in de eerste ronde uitgeschakeld. 

## Eindstand
| Plaats | Club                    | Wed. | W  | G | V  | Saldo | Ptn. |
| ------ | ----------------------- | ---- | -- | - | -- | ----- | ---- |
| 1.     | HUS Marienwerder        | 18   | 15 | 1 | 2  | 83:23 | 31   |
| 2.     | SV Neufahrwasser 1919   | 18   | 14 | 2 | 2  | 72:28 | 30   |
| 3.     | BuEV Danzig             | 18   | 9  | 4 | 5  | 37:30 | 22   |
| 4.     | SV Viktoria Elbing      | 17   | 8  | 0 | 9  | 37:45 | 16   |
| 5.     | Post-SG Danzig          | 17   | 6  | 4 | 7  | 32:48 | 16   |
| 6.     | SC Wacker Schidlitz     | 18   | 6  | 3 | 9  | 42:52 | 15   |
| 7.     | SC Preußen 1909 Danzig  | 17   | 6  | 2 | 9  | 37:41 | 14   |
| 8.     | SV Schutzpolizei Danzig | 18   | 6  | 1 | 11 | 40:57 | 13   |
| 9.     | Elbinger SV 1905        | 17   | 4  | 2 | 11 | 32:63 | 10   |
| 10.    | VfR Hansa Elbing        | 18   | 3  | 3 | 12 | 20:45 | 9    |

|  | Kampioen, geplaatst voor nationale eindronde |
|  | Degradatie                                   |